# Vincenzo Gabussi
Vicenzo Gabusssi (Bolonya, República Cisalpina, 1800 – Londres, 12 de setembre del 1846) fou un compositor italià. L'èxit del deu debut I furbi al cimento a Mòdena no va convèncer-lo de començar una carrera d'operista i va emigrar cap a Londres on va instal·lar-se com a professor de cant. El seu amic Gioacchino Rossini li va aconsellar tornar a la seva primera vocació. Profità de la moda del «professor italià» a les famílies riques de l'aleshores imperi britànic que li garantia una situació econòmica més còmoda. Va escriure força música de cambra i dues òperes més: Ernani (París, 1834) i Clemenza di Valois (Venècia, 1840). La rebuda freda de la crítica i del públic d'ambdues obres, malgrat la protecció i lloança de Rossini, li fa definitivament abandonar el teatre musical. Tornà a Londres on va fer un renom amb la composició d'arietes, romances, duets per a veu i piano, d'un sentiment penetrant i graciós, pel que fou anomenat el «nou Schubert».